# Equilibrio di Nash
In teoria dei giochi si definisce equilibrio di Nash un profilo di strategie (una per ciascun giocatore) rispetto al quale nessun giocatore ha interesse a essere l'unico a cambiare. Prende il nome dal matematico statunitense John Nash.
Per cambiare occorre agire insieme.»
(John Nash)

## Nascita del teorema di Nash
La prima formulazione di questo teorema, relativo alla nozione di equilibrio più famosa della teoria dei giochi per quel che riguarda i "giochi non cooperativi", appare in un brevissimo articolo apparso nel 1950 dove John Nash, allora dottorando a Princeton, spiega la sua idea di fondere intimamente due concetti apparentemente assai lontani: quella di un punto fisso in una trasformazione di coordinate, e quella della strategia più razionale che un giocatore può adottare, quando compete con un avversario anch'esso razionale, estendendo la teoria dei giochi a un numero arbitrario di partecipanti, o agenti. Nash dimostra che, sotto certe condizioni, esiste sempre una situazione di equilibrio, che si ottiene quando ciascun individuo che partecipa a un dato gioco sceglie la sua mossa strategica in modo da massimizzare il suo payoff, sotto la congettura che il comportamento dei rivali non varierà a motivo della sua scelta (vuol dire che anche conoscendo la mossa dell'avversario, il giocatore non farebbe una mossa diversa da quella che ha deciso).
Il risultato di Nash può essere visto come una estensione rilevante rispetto al caso dei "giochi a somma zero" studiati in precedenza da John von Neumann. L'idea di equilibrio rappresenta anche una variazione concettuale significativa rispetto all'approccio di von Neumann, che faceva ricorso all'idea di minimax.

## L'equilibrio di Nash
Vediamo ora più nel dettaglio cosa si intende esattamente per equilibrio di Nash. A tal fine, può essere utile chiarire alcuni semplici aspetti matematici della teoria dei giochi e definire alcuni concetti basilari.
Un gioco è caratterizzato da:
- Un insieme di giocatori, o agenti, in numero di N, che indicheremo con {\displaystyle i=1,\ldots ,N;}
- Per ogni agente, un vettore

{\displaystyle S_{i}=\left(s_{i,1},s_{i,2},\ldots ,s_{i,j},\ldots ,s_{i,M_{i}}\right)}
di strategie che il giocatore i-esimo ha a disposizione, cioè l'insieme delle azioni che esso può compiere; per brevità indicheremo nel seguito con {\displaystyle s_{i}} la strategia scelta dal giocatore {\displaystyle i;}
- Per ogni agente, una funzione

{\displaystyle U_{i}\left(s_{1},s_{2},\ldots ,s_{i},\ldots ,s_{N}\right)}
che associa al giocatore {\displaystyle i} il guadagno (detto anche payoff) derivante da ogni combinazione di strategie (il guadagno di un giocatore in generale dipende infatti non solo dalla sua strategia ma anche dalle strategie scelte dagli avversari).
Un equilibrio di Nash per un dato gioco è una combinazione di strategie (che indicheremo con l'apice e)
{\displaystyle s_{1}^{e},s_{2}^{e},\ldots ,s_{N}^{e}}
tale che
{\displaystyle U_{i}\left(s_{1}^{e},s_{2}^{e},\ldots ,s_{i}^{e},\ldots ,s_{N}^{e}\right)\geq U_{i}\left(s_{1}^{e},s_{2}^{e},\ldots ,s_{i},\ldots ,s_{N}^{e}\right)}
per ogni {\displaystyle i} e per ogni strategia {\displaystyle s_{i}} scelta dal giocatore {\displaystyle i}-esimo.
Il significato di quest'ultima disuguaglianza è molto semplice: se un gioco ammette almeno un equilibrio di Nash, ogni agente ha a disposizione almeno una strategia {\displaystyle s_{i}^{e}} dalla quale non ha alcun interesse ad allontanarsi se tutti gli altri giocatori hanno giocato la propria strategia {\displaystyle s_{j}^{e}}. Infatti, come si può desumere direttamente dalla disuguaglianza, se il giocatore {\displaystyle i} gioca una qualunque strategia a sua disposizione diversa da {\displaystyle s_{i}^{e}}, mentre tutti gli altri hanno giocato la propria strategia {\displaystyle s_{j}^{e}}, può solo peggiorare il proprio guadagno o, al più, lasciarlo invariato. Se ne deduce quindi che se i giocatori raggiungono un equilibrio di Nash, nessuno può più migliorare il proprio risultato modificando solo la propria strategia, ed è quindi vincolato alle scelte degli altri. Poiché questo vale per tutti i giocatori, è evidente che se esiste un equilibrio di Nash ed è unico, esso rappresenta la soluzione del gioco, in quanto nessuno dei giocatori ha interesse a cambiare strategia.
Il contributo più importante dato da John Nash alla teoria dei giochi è la dimostrazione matematica dell'esistenza di questo equilibrio. In particolare egli ha dimostrato che ogni gioco finito ha almeno un equilibrio di Nash, eventualmente in strategie miste. Per gioco finito si intende un gioco con un numero qualunque ma finito di giocatori e di strategie, e per strategia mista per un dato giocatore si intende una distribuzione di probabilità sulle strategie a disposizione del suddetto giocatore.

### Teorema
Sia {\displaystyle G=(S_{i},U_{i})} un gioco non cooperativo a {\displaystyle N} giocatori. Si supponga che valgano le seguenti:
- {\displaystyle S_{i}\in \mathbb {R} ^{n_{i}}} sono sottoinsiemi convessi, compatti e non vuoti di {\displaystyle \mathbb {R} ^{n_{i}}}, per ogni {\displaystyle i=1,\ldots ,N};
- {\displaystyle U_{i}\colon S:=S_{1}\times \dots \times S_{N}\rightarrow \mathbb {R} } sono funzioni continue, per ogni {\displaystyle i=1,\dots ,N};
- {\displaystyle U_{i}\colon S_{i}\rightarrow \mathbb {R} }, tale che {\displaystyle s_{i}\mapsto U_{i}(s_{i},S_{-i})}, dove {\displaystyle S_{-i}} indica la stringa di lunghezza {\displaystyle N-1} in cui è stata eliminata la componente {\displaystyle i}-esima, sia quasi concava, per ogni {\displaystyle i=1,\ldots ,N}. In altre parole, la funzione utilità, ristretta a una strategia, una volta fissate le altre, sia quasi concava.

Allora il gioco ammette almeno un equilibrio di Nash.

### Dimostrazione
Innanzitutto, consideriamo la funzione miglior risposta (best replay) del giocatore {\displaystyle i}-esimo {\displaystyle B_{i}\colon S_{-i}\rightarrow {\mathcal {P}}(S_{i})}, definita come 
{\displaystyle B_{i}(s_{-i})=\{{\bar {s_{i}}}\in S_{i}:U_{i}(s_{-i},{\bar {s_{i}}})\geq U_{i}(s_{-i},s_{i}),\forall s_{i}\in S_{i}\}.}
Si noti che
{\displaystyle B_{i}(s_{-i})={\biggl \{}{\bar {s_{i}}}\in S_{i}:U_{i}(s_{-i},{\bar {s_{i}}})\geq \max _{s_{i}\in S_{i}}\{U_{i}(s_{-i},s_{i})\}{\biggl \}}.}
Data la funzione miglior risposta del gioco {\displaystyle B\colon S\rightarrow {\mathcal {P}}(S_{1})\times \dots \times {\mathcal {P}}(S_{N})\subseteq {\mathcal {P}}(S)}, definita come {\displaystyle B(s)=(B_{1}(s_{-1},\ldots ,B_{N}(s_{-N}))}, si ha che {\displaystyle s^{e}} è un equilibrio di Nash se e solo se {\displaystyle s^{e}} è un punto fisso della funzione miglior risposta del gioco, cioè {\displaystyle s^{e}\in B(s^{e})}.
Quindi, se verifichiamo che la funzione miglior risposta del gioco, {\displaystyle B}, soddisfa le ipotesi del teorema di Kakutani, avremo la tesi.
- Banalmente si ha che {\displaystyle S=S_{1}\times \dots \times S_{N}} è non vuoto, convesso e compatto, in quanto prodotto cartesiano di sottoinsiemi non vuoti, convessi e compatti di {\displaystyle \mathbb {R} ^{n}}.
- Essendo {\displaystyle S_{i}} compatto e {\displaystyle U_{i}} continua, per ogni {\displaystyle i=1,\dots ,N}, allora esiste almeno un massimo in {\displaystyle S_{i}}, e inoltre, {\displaystyle B(s_{1},\dots s_{N})\neq \varnothing }.
- {\displaystyle B_{i}(s_{-i})\subseteq S_{i}} è compatto, per ogni {\displaystyle i=1,\ldots ,N}. Infatti, essendo sottoinsiemi chiusi di un compatto, sono compatti. Consideriamo una successione {\displaystyle \{s_{i}^{n}\}_{n\in \mathbb {N} }}, in {\displaystyle B_{i}(s_{-i})}, convergente a {\displaystyle s_{i}}, allora {\displaystyle s_{i}\in B_{i}(s_{-i})}. Per definizione, si ha che

{\displaystyle s_{i}^{n}\in B_{i}(s_{-i})\iff U_{i}(s_{i}^{n},s_{-i})\geq U_{i}({\bar {s_{i}}},s_{-i}),\quad \forall {\bar {s_{i}}}\in S_{i}.}
Dal fatto che le funzioni utilità sono continue e la successione converge a {\displaystyle s_{i}}, allora
{\displaystyle U_{i}(s_{i}^{n},s_{-i})\rightarrow U_{i}(s_{i},s_{-i}),\quad {\text{per }}n\rightarrow +\infty .}
Dunque, per il teorema della permanenza del segno, segue che
{\displaystyle U_{i}(s_{i},s_{-i})\geq U_{i}({\bar {s_{i}}},s_{-i}),\quad \forall {\bar {s_{i}}}\in S_{i}.}
Questo significa che {\displaystyle s_{i}\in B_{i}(s_{-i})}.
- {\displaystyle B_{i}(s_{-i})\subseteq S_{i}} è convesso, per ogni {\displaystyle i=1,\ldots ,N}. Infatti, consideriamo l'insieme

{\displaystyle C({\bar {s_{i}}}):=\{s_{i}\in S_{i}:U_{i}(s_{i},s_{-i})\geq U_{i}({\bar {s_{i}}},s_{-i})\},\quad \forall {\bar {s_{i}}}\in S_{i}.}
Dal fatto che le funzioni utilità sono quasi concave, ossia il loro sottografico intersecato con iperpiani genera insiemi convessi, segue che l'insieme {\displaystyle C({\bar {s_{i}}})} è convesso {\displaystyle \forall {\bar {s_{i}}}\in S_{i}}. Osserviamo che
{\displaystyle B_{i}(s_{-i})=\bigcap _{i=1}^{N}C({\bar {s_{i}}})}, {\displaystyle \forall {\bar {s_{i}}}\in S_{i}.}
Essendo {\displaystyle C({\bar {s_{i}}})} convesso {\displaystyle \forall {\bar {s_{i}}}\in S_{i}}, allora la loro intersezione è ancora un insieme convesso, quindi {\displaystyle B_{i}(s_{-i})} è convesso.
- La funzione miglior risposta del giocatore {\displaystyle i}-esimo ha grafico chiuso. Consideriamo le successioni {\displaystyle \{s_{i}^{n}\}_{n\in \mathbb {N} },\{s_{-i}^{n}\}_{n\in \mathbb {N} }}, in {\displaystyle B_{i}(s_{-i})}, convergenti rispettivamente a {\displaystyle s_{i}^{0},s_{-i}^{0}}, se, inoltre, {\displaystyle s_{-i}^{n}\in B_{-i,n}}, allora {\displaystyle s_{-i}^{0}\in B_{-i,0}}, ossia la funzione miglior risposta del giocatore {\displaystyle i}-esimo ha grafico chiuso. Si supponga per assurdo che {\displaystyle s_{-i}^{0}\not \in B_{-i,0}}. Allora esisterà un certo {\displaystyle {\bar {s}}_{-i}} tale che {\displaystyle U_{i}(s_{i}^{0},s_{-i}^{0})<U_{i}(s_{i}^{0},{\bar {s}}_{-i})}. Sia {\displaystyle \epsilon :=U_{i}(s_{i}^{0},{\bar {s}}_{-i})-U_{i}(s_{i}^{0},s_{-i}^{0})>0}. Equivalentemente si ha che

{\displaystyle \epsilon ={\big (}U_{i}(s_{i}^{0},{\bar {s}}_{-i})-U_{i}(s_{i}^{n},{\bar {s}}_{-i}){\big )}+{\big (}U_{i}(s_{i}^{n},{\bar {s}}_{-i})-U_{i}(s_{i}^{n},{\bar {s}}_{-i}^{n}){\big )}+{\big (}U_{i}(s_{i}^{n},{\bar {s}}_{-i}^{n})-U_{i}(s_{i}^{0},{\bar {s}}_{-i}^{0}){\big )}.}
Dal fatto che le successioni sono convergenti e le funzioni utilità sono continue, e inoltre, {\displaystyle s_{-i}^{n}\in B_{-i,n}}, segue che
{\displaystyle U_{i}(s_{i}^{n},{\bar {s}}_{-i})\rightarrow U_{i}(s_{i}^{0},{\bar {s}}_{-i}),\quad U_{i}(s_{i}^{n},{\bar {s}}_{-i}^{n})\rightarrow U_{i}(s_{i}^{0},{\bar {s}}_{-i}^{0}),\quad {\text{e}}\quad U_{i}(s_{i}^{n},s_{-i}^{n})\geq U_{i}(s_{i}^{n},{\bar {s}}_{-i}).}
Per {\displaystyle n\rightarrow +\infty }, si ha che {\displaystyle \epsilon \leq {\frac {1}{3}}\epsilon +0+{\frac {1}{3}}\epsilon ={\frac {2}{3}}\epsilon }. Assurdo.

## Equilibrio di Nash e ottimo di Pareto
Per concludere, è opportuno fare una breve riflessione sul significato profondo del concetto di equilibrio di Nash. Si è visto infatti come esso rappresenti una situazione nella quale nessun agente razionale ha interesse a cambiare strategia e come sia il frutto della scelta, da parte di tutti i giocatori, della propria strategia dominante: l'equilibrio di Nash rappresenta quindi la situazione nella quale il gruppo si viene a trovare se ogni componente del gruppo fa ciò che è meglio per sé, cioè mira a massimizzare il proprio profitto a prescindere dalle scelte degli avversari. Tuttavia, non è detto che l'equilibrio di Nash sia la soluzione migliore per tutti. Infatti, se è vero che in un equilibrio di Nash il singolo giocatore non può aumentare il proprio guadagno modificando solo la propria strategia, non è affatto detto che un gruppo di giocatori, o, al limite, tutti, non possano aumentare il proprio guadagno allontanandosi congiuntamente dall'equilibrio. È noto infatti che l'equilibrio di Nash può non essere un ottimo di Pareto (o ottimo paretiano), e quindi possano esistere altre combinazioni di strategie che conducono a migliorare il guadagno di alcuni senza ridurre il guadagno di nessuno, o addirittura, come accade nel caso del dilemma del prigioniero, ad aumentare il guadagno di tutti. Analogamente, il risultato migliore per tutti può non essere un equilibrio. Supponiamo quindi che in un gioco esista un equilibrio di Nash ed esista anche una combinazione di strategie ottimale, che indicheremo con l'apice {\displaystyle o,} tale che
{\displaystyle U_{i}\left(s_{1}^{o},s_{2}^{o},\ldots ,s_{i}^{o},\ldots ,s_{N}^{o}\right)>U_{i}\left(s_{1}^{e},s_{2}^{e},\ldots ,s_{i}^{e},\ldots ,s_{N}^{e}\right)}
per ogni {\displaystyle i}, ma che questa tale combinazione non sia un equilibrio, come accade nel dilemma del prigioniero, o, in altre parole, che {\displaystyle s_{i}^{o}} non sia una strategia dominante. In tal caso, ogni singolo agente avrà a disposizione almeno una strategia {\displaystyle s_{i}^{e}} diversa da {\displaystyle s_{i}^{o}} che gli permette di migliorare ulteriormente il proprio profitto modificando la sua sola strategia, vale a dire che esiste per ogni agente una {\displaystyle s_{i}^{e}} tale che
{\displaystyle U_{i}\left(s_{1}^{o},s_{2}^{o},\ldots ,s_{i}^{e},\ldots ,s_{N}^{o}\right)>U_{i}\left(s_{1}^{o},s_{2}^{o},\ldots ,s_{i}^{o},\ldots ,s_{N}^{o}\right).}
Conseguentemente, per l'assioma di razionalità, sarà portato a preferire una strategia diversa da {\displaystyle s_{i}^{o}}. Inoltre, l'incremento di guadagno rispetto all'equilibrio di Nash derivante dalla scelta della strategia {\displaystyle s_{i}^{o}}, dipende, come sempre, dal fatto che tutti abbiano scelto tale strategia, poiché in generale il guadagno di {\displaystyle i} dipende dalle scelte di tutti i giocatori; non essendo {\displaystyle s_{i}^{o}} una strategia dominante, è possibile che se anche uno solo degli agenti sceglie di non giocare {\displaystyle s_{i}^{o}}, gli altri subiscano una riduzione del proprio guadagno rispetto a quello che avrebbero ottenuto giocando una strategia ottimale. In conclusione, ogni giocatore troverà comunque preferibile non rischiare e giocare la propria strategia dominante, e la soluzione del gioco resterà comunque l'equilibrio di Nash, anche se esso non garantisce il massimo guadagno possibile.
Non si deve tuttavia pensare che non sia possibile raggiungere una situazione nella quale tutti ottengono il miglior risultato possibile se esso non è un equilibrio (in alcuni casi {\displaystyle s_{i}^{o}} coincide con {\displaystyle s_{i}^{e}} e quindi il problema non si pone): ciò è possibile ma a condizione che si instauri una cooperazione tra i giocatori, vale a dire che tutti agiscano non col fine di ottenere il miglior risultato per sé, ma di ottenere il miglior risultato per il gruppo, e quindi, indirettamente, ottenendo un risultato migliore anche per sé (anche questo concetto è ben esemplificato nel dilemma del prigioniero). Poiché tuttavia spesso la razionalità collettiva contrasta con quella individuale, è nella maggior parte dei casi necessario un accordo vincolante tra i giocatori (e quindi una istituzione che vigili su tale accordo) e una sanzione nei confronti di chi non lo rispetta, riducendo quindi il profitto del singolo se esso si allontana dalla combinazione di strategie che garantisce a tutti il miglior risultato, affinché nessuno trovi preferibile defezionare.

## Esempio: il "dilemma del prigioniero"
Il dilemma del prigioniero fornisce un valido spunto per confrontare i due concetti di equilibrio di Nash e ottimo di Pareto, e per comprenderne l'applicazione in economia. Riprendendo quanto illustrato nella definizione matematica dell'equilibrio di Nash, vediamo la loro applicazione al caso del dilemma del prigioniero. Le possibili scelte per due prigionieri in celle diverse non comunicanti sono parlare (accusando l'altro) o non parlare.
- Se entrambi non parlano avranno una pena leggera (1 anno).
- Se entrambi parlano, accusandosi a vicenda, avranno una pena pesante (6 anni).
- Se fanno scelte diverse, quello che parla avrà la libertà (0 anni) e l'altro avrà una pena leggermente più pesante (7 anni) che non se avessero confessato entrambi.

Se entrambi conoscono queste regole e non prendono accordi, la scelta che corrisponde all'equilibrio di Nash è di parlare, per entrambi. Da questo esempio si vede che la teoria nei casi reali non è sempre la soluzione migliore (o talvolta non è sufficientemente realistica).
Entrambi i giocatori hanno a disposizione le stesse strategie (due) e gli stessi payoff (2x2) che sono (indicheremo per brevità confessa con {\displaystyle c} e non confessa con {\displaystyle n} e gli anni di carcere col segno meno poiché rappresentano perdite e quindi guadagni negativi):
- Strategie: {\displaystyle S_{i}=\left(c,n\right).}
- Payoff:

{\displaystyle u_{i}\left(c,c\right)=-6;}
{\displaystyle u_{i}\left(c,n\right)=0;}
{\displaystyle u_{i}\left(n,c\right)=-7;}
{\displaystyle u_{i}\left(n,n\right)=-1.}
Si deduce immediatamente che, per entrambi, la strategia dominante è confessa, infatti
{\displaystyle u_{i}\left(c,c\right)\geq u_{i}\left(n,c\right)}
e
{\displaystyle u_{i}\left(c,n\right)\geq u_{i}\left(n,n\right).}
Quindi qualunque sia la scelta dell'avversario, scegliere confessa garantisce sempre un guadagno maggiore rispetto a scegliere non confessa. È immediato riconoscere come la combinazione di strategie dominanti confessa-confessa soddisfi la disuguaglianza che definisce l'equilibrio di Nash, infatti per entrambi i giocatori
{\displaystyle u_{i}\left(c,c\right)\geq u_{i}\left(n,c\right)}
(per il secondo giocatore la disuguaglianza è soddisfatta invertendo l'ordine delle strategie). In sostanza, posto che il secondo giocatore confessi, il primo deve scegliere anch'esso confessa, e non può aumentare il proprio guadagno cambiando solo la sua strategia: il suo payoff nel caso non confessa-confessa è minore di quello che otterrebbe giocando l'equilibrio. confessa-confessa è inoltre l'unico equilibrio del gioco, infatti nessun'altra combinazione di strategie soddisfa la disuguaglianza.
La soluzione del gioco è quindi che entrambi confessino, ottenendo 6 anni di carcere ciascuno. 
L'aspetto tuttavia più interessante del dilemma del prigioniero è il seguente: tutte le combinazioni di strategie, con l'eccezione dell'equilibrio di Nash, sono ottimi paretiani. Infatti, presa una qualunque di queste combinazioni, non è possibile trovarne un'altra che comporti per almeno uno dei due giocatori una riduzione degli anni di carcere senza che aumentino quelli dell'altro. Questo concetto non è invece applicabile all'equilibrio confessa-confessa: la combinazione non confessa-non confessa porta a una riduzione degli anni di carcere per entrambi i giocatori (un anno ciascuno invece di 6) e poiché
{\displaystyle u_{i}\left(n,n\right)>u_{i}\left(c,c\right)}
per ogni {\displaystyle i,} {\displaystyle (c,c)} non è una soluzione Pareto-ottimale.
L'ottimo paretiano è un concetto di grande importanza in economia: un ottimo di Pareto si definisce come una situazione nella quale, indipendentemente dalla specifica allocazione delle risorse, non sia possibile trovare un'altra che porti a un incremento della ricchezza di alcuni senza sottrarre ricchezza ad altri. La ragione dell'importanza dell'ottimo di Pareto è intuitiva: se esiste una soluzione che comporta un incremento del guadagno di qualcuno senza che nessuno subisca delle perdite, vuol dire che esistono delle risorse che non sono state allocate o che sono state allocate male; meglio quindi cambiare allocazione. Nel caso dell'ottimo paretiano, infatti, l'ulteriore arricchimento di qualcuno passa necessariamente per l'impoverimento di qualcun altro. Il dilemma del prigioniero mette in luce un concetto cardine dell'economia: l'ottimo di Pareto è razionale dal punto di vista collettivo, ma non lo è affatto dal punto di vista individuale; in sostanza, se gli {\displaystyle N} agenti di un gioco (e quindi, per estensione, di un mercato) agiscono secondo la razionalità individuale, cioè col solo fine di massimizzare il proprio profitto personale, non è detto che essi raggiungano un ottimo di Pareto. In alcuni casi lo raggiungono e in altri no; in quest'ultimo caso le loro azioni comportano una dispersione o cattiva allocazione di risorse.
Il confronto tra equilibrio di Nash e ottimo paretiano fa dubitare della generalità di quanto sostenuto da Adam Smith. Egli infatti riteneva che se ogni componente di un gruppo persegue il proprio interesse personale e vi sono condizioni di concorrenza perfetta, l'equilibrio che ne esce è uno nel quale ogni azione individuale accresce la ricchezza complessiva del gruppo. Un ottimo di Pareto, insomma. Oggi invece sappiamo che se ogni componente del gruppo fa ciò che è meglio per sé, il risultato cui si giunge è, in generale, un equilibrio di Nash ma non necessariamente un ottimo di Pareto: è quindi possibile che, se ogni agente fa solo il proprio interesse personale, si giunga a un'allocazione inefficiente delle risorse. Nel caso del dilemma del prigioniero, ciò è evidente: il valore minimo possibile di anni di carcere è 0 per il singolo e 2 per il gruppo, ma se entrambi scelgono la propria strategia dominante, ne ottengono 6 a testa.

## L'equilibrio di duopolio di Cournot e l'economia
Tale nozione di equilibrio costituisce una generalizzazione dell'equilibrio di duopolio che Antoine Augustin Cournot, matematico ed economista, descrisse già nel 1838.